# Chlorella zwyczajna
Chlorella zwyczajna (Chlorella vulgaris) – gatunek kosmopolityczny z grupy jednokomórkowych zielenic. Występuje w wodach słodkich i morskich (w Polsce notowana w Bałtyku), niekiedy żyje w symbiozie ze zwierzętami (zoochlorella).
Plecha jednokomórkowa wielkości do 15 μm, z kloszowatym chromatoforem.
Dla celów naukowych badane są jej możliwości wykorzystania do hodowli chlorelli w podróżach kosmicznych.